# Ramgha
Ramgha (en népalais : रम्घा) est un comité de développement villageois du Népal situé dans le district de Lamjung. Au recensement de 2011, il comptait 3 158 habitants.